# Ян Цзюньсюань
Ян Цзюньсюань (26 січня 2002) — китайська плавчиня.
Чемпіонка світу з плавання на короткій воді 2018 року.
Переможниця Азійських ігор 2018 року.

## Виступи на Олімпійських іграх
| Олімпіада  | Дисципліна                               | Місце |
| ---------- | ---------------------------------------- | ----- |
| Токіо 2020 | 100 метрів вільним стилем                | 8 WD  |
| Токіо 2020 | 200 метрів вільним стилем                | 4     |
| Токіо 2020 | естафета 4x200 метрів вільним стилем     | 1     |
| Токіо 2020 | естафета 4x100 метрів комплексом         | 4     |
| Токіо 2020 | змішана естафета 4x100 метрів комплексом | 2     |